# SPEED STAR (テレビドラマ)
『SPEED STAR』（スピードスター）とは、2001年4月14日に日本テレビ系列にて放映された単発のテレビドラマ。主演は滝沢秀明。

## あらすじ
高級外車を卓越した腕で盗み続けている若者・翔。かつてはレーサーだったが、レース中のクラッシュで、良きライバルでもあった親友を死なせてしまい、レース界から身を引いた過去があった。そんな翔の目の前に元刑事の男が現れる。翔は謎の男に付きまとわれる中で、過去の事故の真相を知ることとなる。

## キャスト
御影翔
演 - 滝沢秀明
元レーサーで高級外車専門の窃盗のプロ。標的は悪党のみに限定している。浩志を弟のように思っている。
桜井浩志
演 - 大野智
翔の親友。サーフショップ開業の夢を持って翔につきあっていたがトラブルに巻き込まれた挙句に何者かに殺害されてしまう。
薫
演 - 吉川ひなの
翔・浩志の親友。
立花純一
翔のレーサー時代の親友かつライバル。レース中に翔のレースカーとのクラッシュで死亡。
立花麻美
演 - 菅野美穂
純一の妹。兄の死亡事故に関して元恋人である翔に対して真相を問いただそうとする。
松崎
演 - 岸谷五朗
貿易会社社長。闇仕事の胴元。
飛羽亮介
演 - 柴田恭兵
日産・プレジデントを駆る元刑事。別れた妻子有り
その他
石丸謙二郎（松崎の部下・翔の闇仕事の発注者）、相島一之（飛羽の後輩刑事・飛羽に協力する）、半海一晃、古尾谷雅人（飛羽の元同僚・心臓病を患っている）、別所哲也、角田信朗（ボウリング場に登場）

## 登場車輌
スーパーカーが大挙出演し、派手なドリフト走行シーンが連発された。
- フェラーリ・F355ベルリネッタ
- ポルシェ993
- フェラーリF512M
- ランボルギーニ・ディアブロ
- フェラーリ・F40[1]

## スタッフ
- 脚本 - 大石哲也
- 演出 - 大谷太郎
- 音響効果 - 仲西匡
- 技術協力 - NTV映像センター
- 美術協力 - 日本テレビアート
- 協力 - GTアソシエイション、富士スピードウェイ、TEAM－TAISAN
- 車輌協力 - 日本ゼネラルモーターズ、フィアットオートジャパン、ダイムラー・クライスラー日本、麻布自動車
- カースタント - カースタントTAKA
- 技斗 - 剱持誠
- チーフプロデューサー - 佐藤敦
- プロデューサー - 大平太、仲野尚之（日活）
- 製作著作 - 日本テレビ放送網